# Notářské znamení

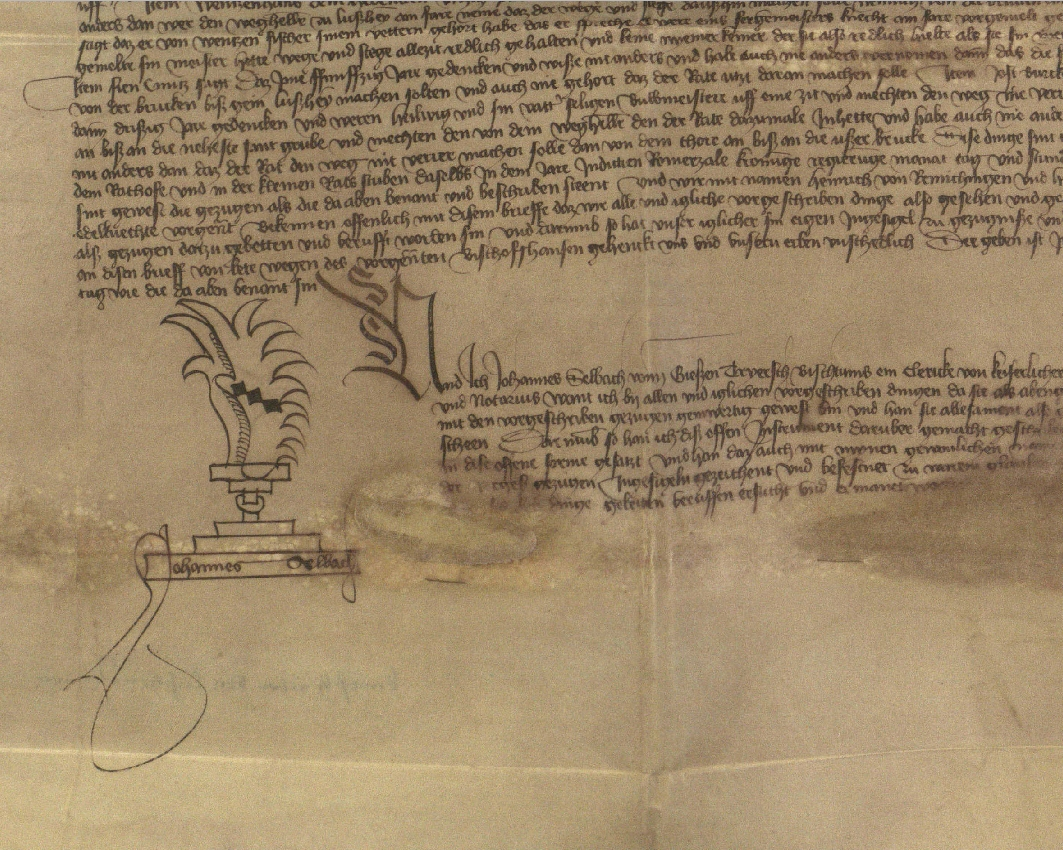
Notářské znamení (1442)

Notářské znamení (latinsky signetum publicum, signetum notarile, signum consuetum, signum notarii apod.) bylo původně kreslené, od 17. století otištěné znamení, které veřejný notář připojoval jako ověřovací znamení ke své listině, tzv. notářskému instrumentu. Jednalo se o osobní znamení notáře, jejichž užívání se vyvinulo v 11. a 12. století v Itálii.

## Význam a užití
Po právní stránce bylo znamení rovnocenné s pečetí, bylo ovšem vyhotoveno perem na pergamenu. Jako ověřovací prostředek bylo postaveno na roveň notářovu vlastnoručnímu podpisu a ověřovalo pravost notářského instrumentu stejně jako pečeť u listin jiných vydavatelů. Každý notář používal vlastní znamení a instrument mohlo spolupodepsat a tedy opatřit svým znamením i více notářů.

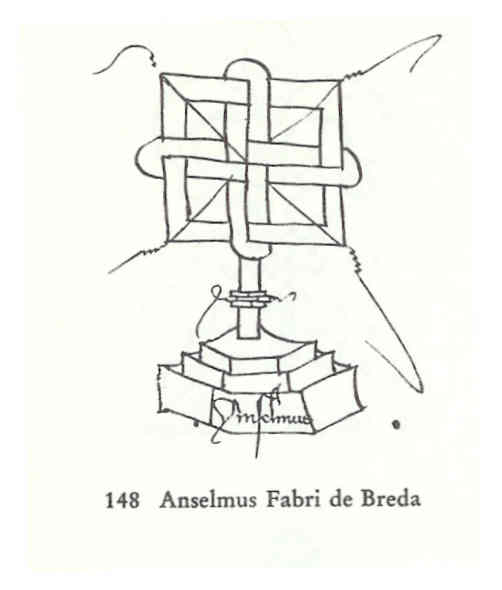
Notářské znamení (1402)

Znamení notářů jmenovaných císařskou autoritou mívalo různou formu. Mohlo mít tvar komplikovaně provedeného kříže či jiného objektu stojícího na podstavci o dvou až třech stupních, mohlo se skládat z iniciál notáře. U notářů jmenovaných papežem se často vyskytoval papežský symbol – dva zkřížené klíče. Ani říšský notářský řád z roku 1512 neobsahoval žádná pravidla týkající se notářských znamení. Velikost znamení nebyla rozhodující a odpovídala velikosti místa vedle ověřovací formule.
Místo, kam se notářské znamení na pergamenu umisťovalo, bylo až do poloviny 13. století variabilní, ale vždy bylo na konci listiny. Od 14. století se jeho pozice ustálila nalevo vedle potvrzovací formule s podpisem notáře. Od poloviny 15. století se objevují první znamení zhotovená otiskem.
Do 17. století, kdy se notářská znamení začala vytvářet otiskem pečetidla, existovala variabilita znamení i v průběhu kariéry jednoho notáře, obzvláště, pokud byl uznán vedle císařské autorizace také papežskou (či naopak).
Používání notářských znamení zmizelo se zánikem Svaté říše římské v roce 1806.